# 大奥〜永遠〜［右衛門佐・綱吉篇］
『大奥〜永遠〜［右衛門佐・綱吉篇］』（おおおく えいえん［えもんのすけ・つなよしへん］）は、2012年12月22日に公開された日本の時代劇映画。 監督は金子文紀、主演は堺雅人。よしながふみによる歴史改変SF漫画『大奥』の実写映像化シリーズの第3作で、同年10月期にTBS金曜ドラマで放送されたテレビ時代劇『大奥〜誕生［有功・家光篇］』の次世代（ドラマの時代の30年後）を描く続編作品である。

## 概要
監督の金子文紀は第1作映画『大奥』の担当およびテレビドラマ版のメイン演出を務め、本作を含めた3本の映像作品はプロデューサーも共通している同一のプロジェクトである。原作の第4 - 6巻を基に、男女の立場が史実と逆転した江戸時代での女将軍・徳川綱吉の治世、大奥で成り上ろうとする右衛門佐と彼女との愛が描かれる。
主演の堺雅人は右衛門佐を演じ、ヒロインにあたる綱吉役は菅野美穂が演じる。なお、堺雅人は前述の『大奥〜誕生』でも主演として万里小路有功にキャスティングされ、同プロジェクト内で一人二役を演じている。
堺と菅野は本作での共演をきっかけに交際し、2013年4月1日付で結婚した。

## ストーリー
映画版のストーリーはドラマと同じく、原作漫画にほぼ忠実であるが、漫画では綱吉が死を迎えるところまでが描かれるのに対し、映画ではそこまでは描かれない。また、赤穂事件に関するエピソードは省かれている。
ラストは将軍後継を決めた綱吉が右衛門佐の元へ向かう道で吉保と会い、吉保は彼女の化粧を直したあと、綱吉の首に手を掛ける。綱吉は抵抗しないが、吉保は途中で殺害を諦めてしまう。綱吉は吉保に「苦労をかけた」と言い、吉保は綱吉が今までに見たことのない表情を見せたことに泣き崩れる。綱吉は一人、大奥へ続くお鈴廊下を走り抜け、打掛を脱ぎ捨てた婚礼衣装を思わせる姿で右衛門佐のもとへ向かう。その頃、秋本は机にもたれたまま動かない右衛門佐を発見し、そこへ現れる綱吉の笑顔のアップで映画はエンドロールに切り替わる。
この改変について、原作者のよしながと主演の堺は、原作では残酷な場面として描いたこのラストが、映画では肉体の軛（くびき）から解き放たれたハッピーエンドに変化しているといい、映画の2時間の枠での二人の話として「いいラスト」であると語っている。

## キャスト
右衛門佐（えもんのすけ）
演 - 堺雅人
主人公。本名は水無瀬継仁（みなせ つぐひと）。貧しい公家出身で、御台所・信平の上臈御年寄から大奥のトップである大奥総取締の地位に就く。
徳川綱吉（とくがわ つなよし）
演 - 菅野美穂
ヒロイン。五代将軍。女名は徳子（とくこ）。
テレビドラマ『大奥〜誕生』では最終話で幼少期の姿が登場し、子役の古野本二葉が演じている。
才色兼備であり肉食系女子でもある。
柳沢吉保（やなぎさわ よしやす）
演 - 尾野真千子
綱吉の側用人であるが実は桂昌院と性的関係を持っている。
秋本（あきもと）
演 - 柄本佑
本作の語り手。御台所付き中﨟から右衛門佐の部屋子（へやこ）に抜擢される。江戸時代では高価だった眼鏡を掛けている。
玉栄（ぎょくえい）
演 - 田中聖（当時KAT-TUN）
桂昌院の若き日の姿。綱吉の母である徳川家光の側室で別名お玉の方。家光との間に徳子（綱吉）をもうける。
テレビドラマ『大奥〜誕生』ではメインキャストの一人。
伝兵衛（でんべえ）
演 - 要潤
身分の低い黒鍬者（くろくわもの）出身の側室。綱吉の産んだお世継ぎ・松姫の父。
大典侍（おおすけ）
演 - 桐山漣
桂昌院が呼び寄せた公家出身の側室。
新典侍（しんすけ）
演 - 竜星涼
右衛門佐が呼び寄せた公家出身の側室。
佐之助（さのすけ）
演 - 満島真之介
大奥で開かれた騎馬戦で優勝し、綱吉の寝所に上がったお半下の青年。
中村（なかむら）
演 - 郭智博
斉藤と二人で綱吉の寝所に上がった御目見得以上。斉藤と衆道の関係にある。
斉藤（さいとう）
演 - 永江祐貴
中村とともに綱吉の寝所に上がった御目見得以上の若衆。
浅沼（あさぬま）
演 - 三浦貴大
綱吉の寝所に上がる御中﨟。
二の姫（にのひめ）
演 - 椿鬼奴
冷泉家の姫。子作りのために京時代の右衛門佐の体を買っていた。
牧野備後守成貞（まきの びんごのかみ なりさだ）
演 - 市毛良枝
綱吉の側用人。
阿久里（あぐり）
演 - 榎木孝明
成貞の夫。綱吉の初恋の人。
貞安（さだやす）
演 - 猪野学
成貞の息子。
時枝（ときえ）
演 - 辻元舞
貞安の妻。
水無瀬権中納言氏信（みなせ ごんちゅうなごん うじのぶ）
演 - 由紀さおり→清水ミチコ
右衛門佐の母。
孝子（たかこ）
演 - 佐藤めぐみ
右衛門佐の妹。
豊子（とよこ）
演 - 松山メアリ
右衛門佐の妹。
松姫（まつ ひめ）
演 - 渡邉このみ
綱吉の嫡子。伝兵衛との間に生まれた一人娘。5歳で急死する。
井岡（いおか）
演 - 木野花
同心。蚊を叩き殺してしまい、生類憐れみの令の処罰の対象となる。
隆光（りゅうこう）
演 - 堺正章
桂昌院が信奉する僧。
テレビドラマ版では又吉直樹（ピース）が演じた。
御台所（みだいどころ）
演 - 宮藤官九郎
綱吉の御台所・信平（のぶひら）。京から右衛門佐を呼び寄せる。
桂昌院（けいしょういん）
演 - 西田敏行
綱吉（徳子）の父。

## 製作
本作はテレビドラマ『大奥〜誕生［有功・家光篇］』よりも先に撮影されている。京都市内の東映京都撮影所のほか、2012年1月から2月にかけて、滋賀県の多賀大社、三井寺、彦根城博物館、八幡堀などでロケが行われた。この関係で、公開時には近江鉄道などがロケ地巡りのスタンプラリーなどを企画している。また、右衛門佐が綱吉を新典侍に会わせる茶室と庭園のシーンは、和歌山県に残る紀州徳川家の大名庭園・養翠園で行われた。

## 封切り
2012年10月19日・20日に第32回ハワイ国際映画祭の「スポットライト・オン・ジャパン」部門に正式出品され"THE CASTLE OF CROSSED DESTINIES"の英題で上映された。12月1日には、京都ヒストリカ国際映画祭のオープニング上映として『マリー・アントワネットに別れをつげて』とともに上映され、舞台挨拶には斉藤役で出演している京都出身の永江祐貴が時代劇の衣装姿で出席した。
2012年12月22日に日本全国307スクリーンで公開され、初日2日間で興収1億3,826万9,600円、動員11万512人になり、映画観客動員ランキング（興行通信社調べ）で初登場第8位となった。2週目には12位まで落ちるが、3週目には前週比124パーセントの成績で再び8位となっている。最終興収は6億9800万円。
映画のプロモーションとして、バンプレストのキャラクター・カピバラさんとのコラボレーション企画が10月29日に発表された。一見接点のない両者のコラボが企画された理由は、主人公の右衛門佐が、映画の中で自らを鼠に例えるシーンがあるためという。
また、堺と菅野の本作を縁とした結婚記念として、2013年の4月以降に東京都・福岡県・滋賀県の3館で2週間限定の再上映が行われた。

## スタッフ
- 監督 - 金子文紀
- 脚本 - 神山由美子
- 原作 - よしながふみ『大奥』（白泉社刊）
- 音楽 - 村松崇継
- 主題歌 - MISIA「Back In Love Again (feat. 布袋寅泰)」（アリオラジャパン）
- エグゼクティブ・プロデューサー - 豊島雅郎、濱名一哉
- プロデューサー - 磯山晶、荒木美也子
- アソシエイトプロデューサー - 渡邉敬介
- 撮影 - 山中敏康
- 照明 - 椎原教貴
- 録音 - 小川武
- 美術 - 小出憲
- 装飾 - 三木雅彦
- 衣装デザイン - 小川久美子
- 衣裳 - 福田朗、山崎武、松田孝
- ヘアメイク - 藤懿裕美子
- 結髪 - 福本るみ、松浦真里
- 編集 - 松尾茂樹
- 助監督 - 藤江儀全
- VFXスーパーバイザー - 小坂一順
- 美術プロデューサー - 竹村寧人
- 音楽プロデューサー - 志田博英
- ラインプロデューサー - 鈴木嘉弘
- 制作担当 - 田中康太
- 企画・製作 - アスミック・エース、TBSテレビ
- 制作協力 - ドラゴンフライ エンタテインメント
- 配給 - 松竹、アスミック・エース
- 製作 - 男女逆転『大奥〜永遠〜［右衛門佐・綱吉篇］』製作委員会（アスミック・エース、TBSテレビ、松竹、白泉社、電通、中部日本放送、RKB毎日放送、Yahoo! JAPAN、TBSラジオ&コミュニケーションズ、静岡放送、中国放送）

## 関連商品
DVD・Blu-ray Disc
全て2013年6月8日発売。このほか、DVD・Blu-rayとも同日にレンタル開始される。
大奥 〜永遠〜 ［右衛門佐・綱吉篇］〈男女逆転〉豪華版
DVD・Blu-ray2種類同時発売。2枚組。初回5,000個限定生産。
メイキングやイベント映像などを収録した特典ディスクはBlu-rayのセットもDVDとなる。封入特典としてよしながふみ書き下ろしを含むポストカードセットなど。
大奥 〜永遠〜 ［右衛門佐・綱吉篇］〈男女逆転〉通常版
DVD・Blu-ray2種類同時発売。